# Traverse (architecture)
Pour les articles homonymes, voir Traverse (homonymie).

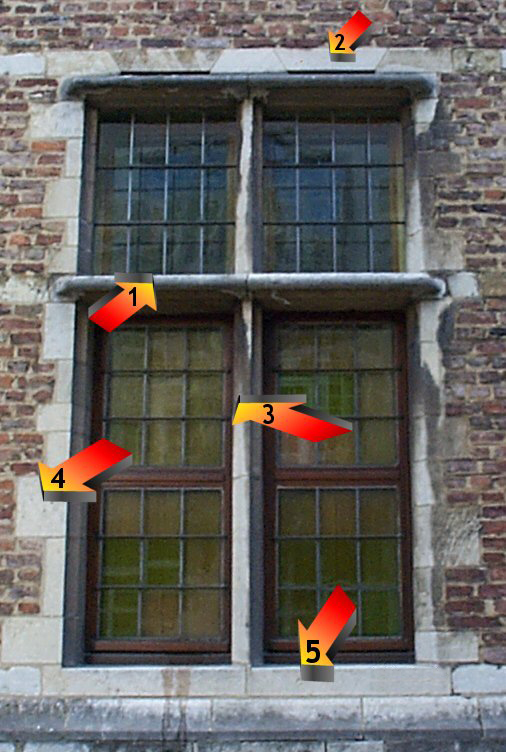
Fenêtre à croisée : 1. traverse ; 2. linteau ; 3. montant ou meneau ; 4. jambage (construction) ; 5. appui.

La traverse est une pièce d'armature horizontale qui prend différents noms selon la nature de l'ouvrage. 
C'est pourquoi on dit : traverse du haut, du bas, du milieu, de fenêtre, de petit-bois, de porte, de lambris, de chambranle, de bâti, etc.

## Menuiserie
Les traverses s'assemblent traditionnellement par tenon et mortaise avec des pièces verticales qui prennent le nom de montant ou de battant. Les montants diffèrent des battants en ce que ce sont eux qui sont assemblés dans les traverses, et qu'au contraire ce sont les traverses qui s'assemblent dans les battants. Autrement dit lorsque la traverse est munie de tenons à ses extrémités, elle s'enfiche dans les mortaises des pièces verticales qui prennent le nom de battant.